# Егоров, Юрий Михайлович
Юрий Михайлович Егоров (19 июля 1965, д. Хирпоси, Вурнарский район, Чувашская АССР, РСФСР — 11 марта 2014, Чебоксары, Российская Федерация) — российский тренер по лёгкой атлетике, заслуженный тренер России.

## Биография
Чемпион России (1999) по легкоатлетическому кроссу на 10000 м среди ветеранов спорта.
В 1996 г. окончил Волгоградский государственного института физической культуры, поступил на должность тренера-преподавателя в СДЮСШОР № 3. Являлся личным тренером и мужем серебряного призера летних Олимпийских игр в Атланте (1996) в марафонском беге Валентины Егоровой.
Подопечная[когда?]: Александрова, Галина Анатольевна.

## Награды
- 1998 — Заслуженный тренер Российской Федерации (),
- 1997 — награждён медалью ордена «За заслуги перед Отечеством» 2-й степени.